# レディー・2・ランブル:レボリューション
レディー・2・ランブル:レボリューション（英語: Ready 2 Rumble: Revolution）は、レディー・2・ランブル・ボクシングシリーズの3作目。
北米では2009年3月17日に、ヨーロッパでは2009年3月20日に、オーストラリアでは2009年3月26日に発売された。
ミッドウェイによって開発された前作とは異なり、今回はアキ・コーポレーション・USAが手がけ、ザ・バッファ・パートナーシップからライセンスを受けステレオ・モードが制作し、アタリが販売した。　